# Energia del buit
L'energia del buit és una energia de fons existent en l'espai fins i tot en absència de tota mena de matèria. L'energia del buit té un origen purament quàntic i és responsable d'efectes físics observables com l'efecte Casimir. Així mateix, l'energia del buit permet l'evaporació d'un forat negre mitjançant la radiació de Hawking.
L'energia del buit tindria també importants conseqüències cosmològiques, ja que estaria relacionada amb el període inicial d'expansió inflacionari i amb l'aparent acceleració actual de l'expansió de l'univers. Alguns astrofísics pensen que l'energia del buit podria ser responsable de l'energia fosca de l'univers (popularitzada en el terme quinta essència), associada amb la constant cosmològica de la relativitat general. Aquesta energia fosca desenvoluparia un paper similar a una força de gravetat repulsiva, contribuint a l'expansió de l'univers.

## Història
El 1934, Georges Lemaître va utilitzar una equació anàloga a una equació d'estat d'un gas ideal per a interpretar la constant cosmològica en termes de densitat d'energia del buit. El 1973, Edward Tryon proposà que l'univers podria ser una fluctuació quàntica del buit, en el qual la fluctuació positiva estaria representada per la massa i energia i la fluctuació negativa per l'energia potencial gravitatòria global de l'univers. Durant els anys 80, es van realitzar nombrosos intents de relacionar l'energia del buit amb alguna teoria de la gran unificació susceptible de ser confirmada per les observacions astrofísiques.